# Sœurs missionnaires du Sacré-Cœur de Jésus
Les Sœurs missionnaires du Sacré-Cœur de Jésus (en latin : Institutum Missionalium Virginum à Sacro Corde Jesu) sont une congrégation religieuse féminine hospitalière de droit pontifical.

## Historique

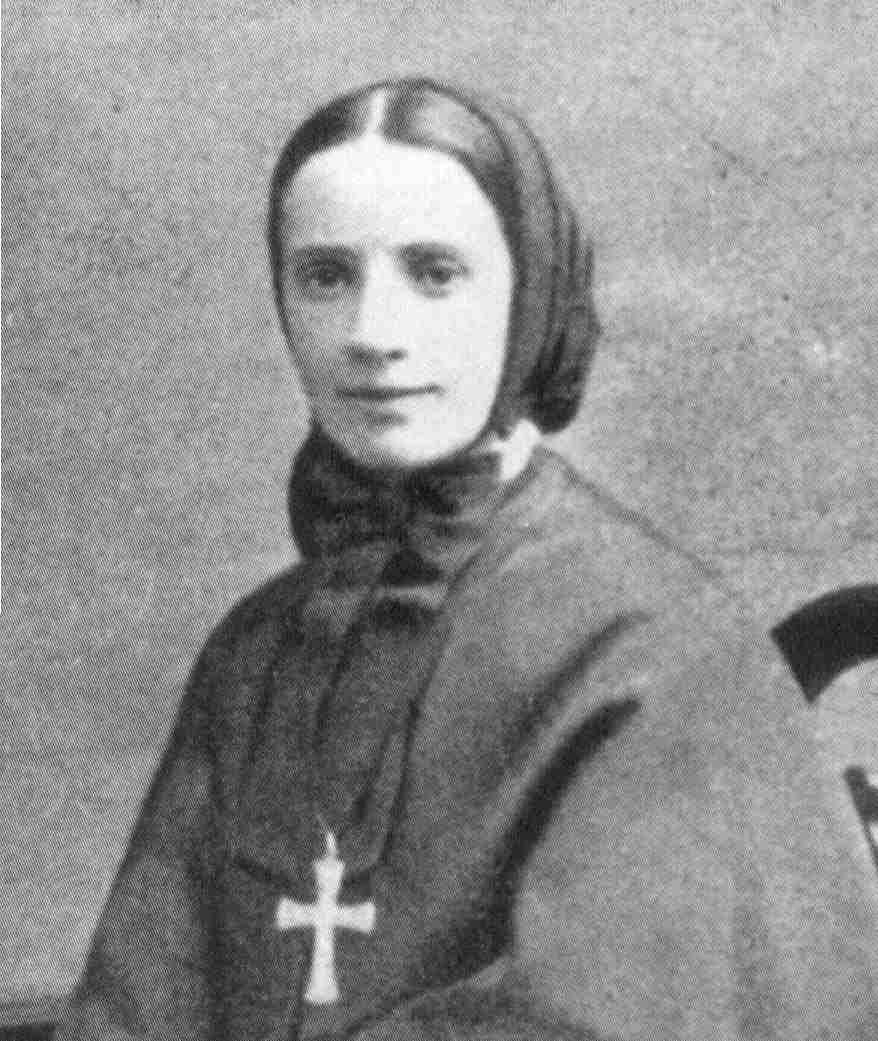
Françoise-Xavière Cabrini, fondatrice de la congrégation.

La congrégation est fondée à Codogno le 14 novembre 1880 par Françoise-Xavière Cabrini (1850-1917) avec le soutien de Dominique Marie Gelmini, évêque de Lodi : initialement dédiée à l'assistance aux orphelins, Mère Cabrini organise un institut pour l'apostolat missionnaire en faveur des émigrés italiens. En 1889, à la demande de Jean-Baptiste Scalabrini, elle ouvre sa première maison à New York. 
La communauté est érigée en institut religieux de droit diocésain le 14 décembre 1880 et le 12 août 1881, l'évêque approuve les constitutions religieuses élaborées par Cabrini. L'institut reçoit le décret de louange le 19 mars 1888, il est définitivement approuvé par le Saint-Siège le 12 juillet 1907. 

## Activités et diffusion
Les Sœurs missionnaires du Sacré-Cœur de Jésus se consacrent à l'assistance aux migrants, en particulier aux pauvres et aux nécessiteux, à la prise en charge des malades du sida et à l'assistance aux enfants des rues au Brésil.
Elles sont présentes en : 
- Europe : Italie, Portugal, Royaume-Uni, Russie, Espagne, Suisse.
- Amérique : Argentine, Brésil, États-Unis, Guatemala, Nicaragua, Paraguay.
- Afrique : Éthiopie, Swaziland.
- Asie : Philippines.
- Océanie : Australie.

La maison généralice se trouve à Rome.
En 2017, la congrégation comptait 306 sœurs dans 64 maisons.